# Jesús Alturo i Perucho
 (avril 2022).
La mise en forme du texte ne suit pas les recommandations de Wikipédia : il faut le « wikifier ».
Les points d'amélioration suivants sont les cas les plus fréquents :
- Les titres sont pré-formatés par le logiciel. Ils ne sont ni en capitales, ni en gras.
- Le texte ne doit pas être écrit en capitales (les noms de famille non plus), ni en gras, ni en italique, ni en « petit »…
- Le gras n'est utilisé que pour surligner le titre de l'article dans l'introduction, une seule fois.
- L'italique est rarement utilisé : mots en langue étrangère, titres d'œuvres, noms de bateaux, etc.
- Les citations ne sont pas en italique mais en corps de texte normal. Elles sont entourées par des guillemets français : « et ».
- Les listes à puces sont à éviter, des paragraphes rédigés étant largement préférés. Les tableaux sont à réserver à la présentation de données structurées (résultats, etc.).
- Les appels de note de bas de page (petits chiffres en exposant, introduits par l'outil «  Source ») sont à placer entre la fin de phrase et le point final[comme ça].
- Les liens internes (vers d'autres articles de Wikipédia) sont à choisir avec parcimonie. Créez des liens vers des articles approfondissant le sujet. Les termes génériques sans rapport avec le sujet sont à éviter, ainsi que les répétitions de liens vers un même terme.
- Les liens externes sont à placer uniquement dans une section « Liens externes », à la fin de l'article. Ces liens sont à choisir avec parcimonie suivant les règles définies. Si un lien sert de source à l'article, son insertion dans le texte est à faire par les notes de bas de page.
- La présentation des références doit suivre les conventions bibliographiques. Il est recommandé d'utiliser les modèles {{Ouvrage}}, {{Chapitre}}, {{Article}}, {{Lien web}} et/ou {{Bibliographie}}. Le mode d'édition visuel peut mettre en forme automatiquement les références.
- Insérer une infobox (cadre d'informations à droite) n'est pas obligatoire pour parachever la mise en page.

Pour une aide détaillée, merci de consulter Aide:Wikification.
Si vous pensez que ces points ont été résolus, vous pouvez retirer ce bandeau et améliorer la mise en forme d'un autre article.
 (mai 2022).
Jesús Alturo i Perucho, né le 10 mars 1954 à El Pont de Suert (Catalogne), est paléographe, philologue et historien de la culture.

## Biographie
Il est professeur d’université à l'université autonome de Barcelone, d'abord en philologie latine (depuis 1976) et plus tard en paléographie, codicologie et diplomatique (depuis 1992), lorsqu'il a remplacé son professeur Anscari M. Mundó. Docteur en philologie classique, il est spécialiste du haut Moyen Âge, en particulier dans le domaine de l'histoire culturelle, non seulement en Catalogne et en Espagne, mais aussi en Europe.
Depuis 1994, il est membre du Comité international de paléographie latine,. Il est également membre de la Société des antiquaires de France (2013), membre correspondant de la Académie des belles-lettres de Barcelone (2007), membre honoraire de la Societat Catalana de Numismatica et membre de la Societat Catalana d'Estudis Liturgique (Institut d'Estudis Catalans). Il a été directeur d'études invité à l'École pratique des hautes études de Paris. Le 27 octobre 2010, Alturo a parrainé le doctorat honoris causa de Jean Vezin à l'Université autonome de Barcelone. Au sein du projet Monumenta Palaeographica Medii Aevi, il est le directeur de la Series Hispanica. En 2017, il a publié les Chartae Latinae Antiquiores Cataloniae, où il édite les plus anciens documents originaux conservés dans les archives et bibliothèques de Catalogne, une centaine de diplômes.
Il est l'auteur d'une production scientifique vaste et variée, avec plus de trois cents publications, qui comprennent l'édition critique de cartulaires médiévaux, et la récupération et l'étude de fragments de codex, avec l'identification de manuscrits aussi uniques que le plus ancien témoignage du Liber of dono perseuerantiae d’Augustin d'Hippone, ou du Pamphilus, ou du roman de Jaufré, ou du pèlerinage d'Égérie (pèlerine), entre autres. Il a également étudié et édité des textes littéraires médiévaux, comme les sermons attribués à l'évêque Oliva (abbé) ou au grammairien Borrell Guibert, et des inscriptions épigraphiques médiévales. Un autre domaine de son intérêt a été les glossaires latins médiévaux, et la diffusion en particulier du Liber glossarum,,,. En 2019, il a publié une toute nouvelle édition du Planctus monalis rapporté par le ms. Lat. 3251 et, à son tour, une autre version inconnue et copiée dans le monastère Sainte-Marie d'Ovarra.
En tant que paléographe, il a identifié les copistes de nombreux codex anonymes, fragments de manuscrits et diplômes. Dans le domaine de l'histoire de l'écriture, il a consacré une attention particulière à l'écriture wisigothique et minuscule caroline
En octobre 2021, avec Tània Alaix, il a identifié le plus ancien auteur connu d'un texte en catalan en la personne du sous-diacre Ramon de Cabó. De même, il a proposé de nouvelles datations pour les premiers témoignages rédigés en catalan, la traduction catalane du Liber Iudiciorum, conservée au La Seu d'Urgell et au Abbaye de Montserrat, et les Homélies d'Organyà de la Bibliothèque de Catalogne.

## Prix et distinctions
Il a reçu, entre autres, le Premi Ciutat de Barcelona (1982) pour son travail L'arxiu antic de Santa Anna de Barcelona del 942 al 1200. (Aproximació històrico-lingüística), et le Prix de la critique Serra d'Or de littérature et essai (2004), pour son livre Història del llibre manuscrit a Catalunya, la première approche du sujet en Catalogne et en Espagne, où il précise les notions de scriptorium, bibliothèque et copiste,,. Le 13 décembre 2021, il a reçu la Creu de Sant Jordi "pour sa contribution au domaine de la paléographie, de la codicologie et de la diplomatic, et ses apports essentiels à l'histoire de la littérature et de l'art médiéval de l'époque romane en Catalogne."